# NOAD in het seizoen 1965/66
Het seizoen 1965/1966 was het 12e jaar in het bestaan van de Tilburgse betaaldvoetbalclub NOAD. De club kwam uit in de Tweede divisie B en eindigde daarin op de 10e plaats. Tevens deed de club mee aan het toernooi om de KNVB beker, hierin werd het team in de groepsfase al uitgeschakeld.

## Wedstrijdstatistieken

### Tweede divisie B
|       | Baronie | FC Den Bosch/BVV | D.F.C. | EDO   | Excelsior | Fortuna | Haarlem | Helmondia '55 | Hermes DVS | Limburgia | RCH   | Roda JC | SVV   | Wilhelmina |
| ----- | ------- | ---------------- | ------ | ----- | --------- | ------- | ------- | ------------- | ---------- | --------- | ----- | ------- | ----- | ---------- |
| Thuis | 1 – 6   | 1 – 1            | 1 – 2  | 5 – 1 | 0 – 0     | 4 – 2   | 1 – 1   | 2 – 0         | 3 – 3      | 1 – 1     | 0 – 2 | 1 – 2   | 1 – 3 | 2 – 2      |
| Uit   | 0 – 1   | 1 – 1            | 2 – 0  | 2 – 2 | 2 – 1     | 1 – 2   | 6 – 1   | 1 – 4         | 2 – 1      | 2 – 6     | 1 – 1 | 2 – 1   | 2 – 0 | 4 – 1      |

#### KNVB beker
| Groepsfase                                             | RBC                                                        | 3 – 2 (3 – 1) | NOAD                                         |
| 19 september 1965 Plaats: Roosendaal De Luiten         | Ton van Zandvliet Floor Verhagen –'                        |               | –' (pen.) Rien van den Heuvel Henk Zieltjens |
| Groepsfase                                             | NOAD                                                       | 2 – 3 (1 – 1) | Willem II                                    |
| 7 november 1965 Plaats: Tilburg Gemeentelijk Sportpark | Piet Dankers 37' (pen.) Herman Tijssen 72' (e.d.)          |               | 8', –' Willy Senders Rini Mettes             |
| Groepsfase                                             | NAC                                                        | 4 – 0 (4 – 0) | NOAD                                         |
| 2 januari 1966 Plaats: Breda Beatrixstraat             | Jacques Visschers 10', 17' Peet Petersen 38' Graaumans 43' |               |                                              |

## Statistieken NOAD 1965/1966

### Eindstand NOAD in de Nederlandse Tweede divisie B 1965 / 1966
| Stand | Gespeeld | Gewonnen | Gelijk | Verloren | Punten | Doelpunten voor | Doelpunten tegen |
| ----- | -------- | -------- | ------ | -------- | ------ | --------------- | ---------------- |
| 10e   | 27       | 7        | 9      | 12       | 23     | 45              | 54               |

### Topscorers
| #              | Naam                      | Goal |
| -------------- | ------------------------- | ---- |
| 1.             | Ad Brekelmans             | 18   |
| 2.             | Henk Zieltjens            | 5    |
| 3.             | Hens Maas                 | 4    |
| 4.             | Hein van Gastel           | 3    |
| 5.             | Rien van den Heuvel       | 2    |
| 5.             | Frans van de Luijtgaarden | 2    |
| 5.             | Gerard Netten             | 2    |
| 5.             | Bart Stovers              | 2    |
| 9.             | Ad de Beer                | 1    |
| 9.             | Hein Brocken              | 1    |
| 9.             | Ruud de Chêne             | 1    |
| 9.             | Loek Heestermans          | 1    |
| 9.             | Nol van Ierssel           | 1    |
| 9.             | Hans Muskens              | 1    |
| Eigen doelpunt |                           |      |
| –              | Jan Smit (Haarlem)        | 1    |
| Totaal         | Totaal                    | 45   |

| #              | Naam                       | Goal |
| -------------- | -------------------------- | ---- |
| 1.             | Piet Dankers               | 1    |
| 1.             | Rien van den Heuvel        | 1    |
| 1.             | Henk Zieltjens             | 1    |
| Eigen doelpunt |                            |      |
| –              | Herman Tijssen (Willem II) | 1    |
| Totaal         | Totaal                     | 4    |